# Jean-François Allard (évêque)
Pour les articles homonymes, voir Allard et Jean-François Allard.
Jean-François Allard, né le 27 novembre 1806 à La Roche-de-Rame, (Hautes-Alpes) et mort le 26 septembre 1889 à Rome en Italie, fut le premier évêque de Durban.

## Biographie
Jean-François Allard entra chez les oblats de Marie-Immaculée et fut ordonné vers 1830. En France, de 1830 à 1843, il est supérieur et maître des novices (en) de la maison provinciale de son ordre à Longueuil. 
En même temps qu'aumônier, il est maître des novices et professeur de pédagogie chez les sœurs de Jésus et de Marie en formation à Longueuil de 1843 à 1849. De 1849 à 1851, il est le provincial de sa communauté à Ottawa (1849-1851). 
Premier évêque du Natal en Afrique (1851-1889), il est élu sous le titre d'archevêque de Sébaste-en-Palestine (de) et sacré à Marseille en France par Mgr Mazenod en l'an 1851. Il est nommé évêché de Tharona (de) en Mésopotamie en 1874. Il est décédé subitement à Rome en Italie, le 26 septembre 1889.

## Succession apostolique
Jean-François Allard a ordonné les évêques suivants :
- Évêque James David Ricards (es) (1871)